# The Parson and the Outlaw

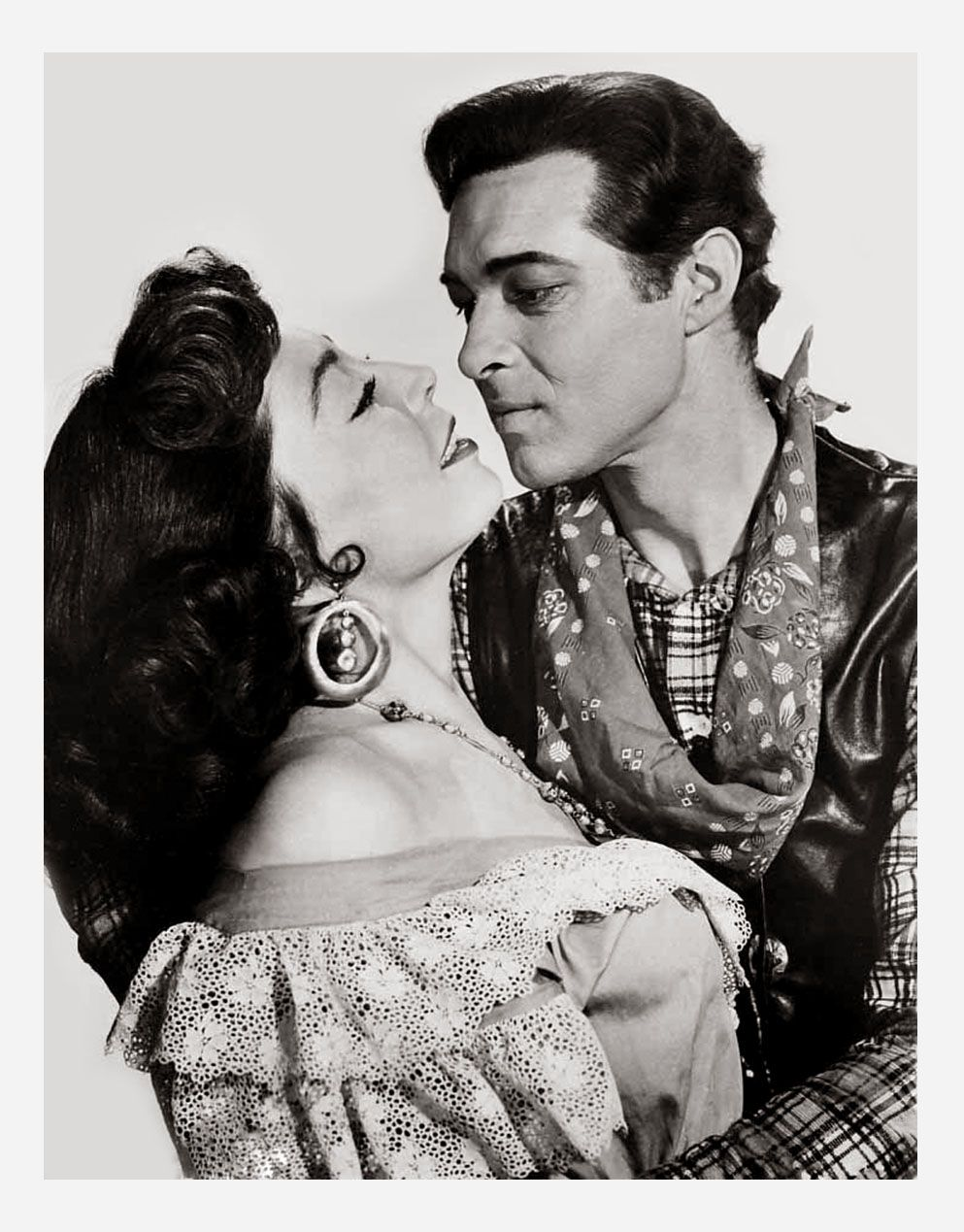
Anthony Dexter em The Parson and the Outlaw.

The Parson and the Outlaw (br.: Destino violento ) é um filme de faroeste estadunidense de 1957, dirigido por Oliver Drake para a Charles 'Buddy' Rogers Productions e distribuição da Columbia Pictures. O roteiro do diretor e John Mantley reconta a história da morte de Billy the Kid. Foi o último filme de Buddy Rogers.

## Elenco
- Anthony Dexter como Billy the Kid
- Sonny Tufts como Jack Slade
- Marie Windsor como Tonya
- Charles "Buddy" Rogers como Reverendo Jericho Jones
- Jean Parker como Sarah Jones
- Robert Lowery como Coronel Jefferson Morgan
- Bob Steele como Ace Jardine (erroneamente creditado como Bob Steel)
- Joe Sodja como Ben, o jornaleiro
- Bob Duncan como Delegado Pat Garrett

## Sinopse
Em 1881, o delegado Pat Garrett resolve ajudar seu amigo, o lendário pistoleiro Billy the Kid, a mudar de vida. Ele forja a morte dele e lhe dá um rancho a oeste do Texas, sob a promessa de que Billy nunca mais tocasse em uma arma. No caminho, Billy ajuda o pistoleiro Jack Slade a escapar de uma emboscada dos índios e viajam juntos até a cidade de Four Corners, na área onde fica o rancho de Billy. Ao chegarem na cidade, os dois homens ficam sabendo do conflito entre o impiedoso barão de gado Coronel Morgan e os habitantes da cidade. Slade é contratado por Morgan e Billy reluta em enfrentá-los quando tentam expulsá-lo do rancho. Enquanto isso, chega na cidade o reverendo Jericho que sabe da identidade de Billy e lhe pede ajuda para livrar os cidadãos da tirania do Coronel Morgan . 